# Brooklyn Center (Minnesota)
Brooklyn Center é uma cidade localizada no estado americano do Minnesota, no Condado de Hennepin.

## Demografia
Segundo o censo americano de 2000, a sua população era de 29.172 habitantes.

## Geografia
De acordo com o United States Census Bureau tem uma área de 21,6 km², dos quais 20,6 km² cobertos por terra e 1,0 km² cobertos por água.

## Localidades na vizinhança
O diagrama seguinte representa as localidades num raio de 8 km ao redor de Brooklyn Center. 